# La Candelaria, Michoacán de Ocampo
La Candelaria är en ort i Mexiko.   Den ligger i kommunen Churumuco och delstaten Michoacán de Ocampo, i den södra delen av landet, 270 km väster om huvudstaden Mexico City. La Candelaria ligger 259 meter över havet och antalet invånare är 242.
Terrängen runt La Candelaria är varierad. Runt La Candelaria är det glesbefolkat, med 15 invånare per kvadratkilometer. Närmaste större samhälle är Churumuco de Morelos, 6,8 km söder om La Candelaria. I omgivningarna runt La Candelaria växer huvudsakligen savannskog.